# Rusena Gelanteh
Rusena Gelanteh, född 6 mars 1968, är en indonesisk bågskytt. Hon deltog vid olympiska sommarspelen 1992.